# (819) Barnardiana
(819) Barnardiana ist ein Asteroid des Hauptgürtels, der am 3. März 1916 vom deutschen Astronomen Max Wolf in Heidelberg entdeckt wurde.
Der Asteroid wurde nach dem US-amerikanischen Astronomen Edward Emerson Barnard benannt.